# 埃加莱
埃加莱（法語：Eygalayes，法語發音：[ɛɡalaj]）是法国德龙省的一个市镇，属于尼永斯区。该市镇总面积17.97平方公里，2009年时的人口为71人。

## 人口
埃加莱人口变化图示